# ラスムス・ヴィクストローム
ラスムス・エリック・ヴィクストローム（Rasmus Erik Wikström, 2001年3月18日 - ）は、スウェーデン・ヴェストラ・イェータランド県ヨーテボリ出身のサッカー選手。ミェルビーAIF所属。ポジションはDF。

## クラブ経歴
2014年にIFKヨーテボリのユースアカデミーに入所。2019年シーズンにトップチームに昇格。7月13日のファルケンベリFF戦でプロデビュー。8月12日の同カードではプロ初先発を果たすも、前半4分の場面で右膝の前十字靭帯損傷の重傷を負い、シーズン終了。2020年シーズンは全休となり、2021年3月15日のAFCエシルストゥーナへのローン移籍が発表。スーペルエッタン (2部リーグ)で復活し、ローン移籍先で先発に定着した。
2021年7月29日、ブレンビーIFと4年契約を締結したことが発表された。2022ね6月16日、スナユスケ・フッボルトへのローン移籍が発表された。
2023年8月21日、ミェルビーAIFに移籍した。

## 代表経歴
2017年から2年間、ユース世代のスウェーデン代表でプレーし、2018年にはUEFA U-17欧州選手権に出場した。